# ArtX
ArtX foi uma companhia fundada em 1997 por um grupo de 20 ex-engenheiros da Silicon Graphics, que anteriormente haviam trabalhado na elaboração do chip gráfico do Nintendo 64.
Tentaram vender um acelerador gráfico 3D para o mercado de computadores domésticos, competindo com 3dfx, nVidia e ATI. David Orton, então chefe da divisão de gráficos avançados da Silicon Graphics foi indicado como presidente da ArtX.
Na feira COMDEX de 1999, demonstraram seu primeiro processador gráfico para PCs, produzido pela Acer Lab de Taiwan. Logo depois anunciaram sua escolha como criadora do processador gráfico (batizado como "Flipper chip") do console de videogame GameCube da Nintendo.
Em fevereiro do ano 2000, a ArtX foi comprada pela ATi Technologies por 400 milhões de dólares americanos em opções de ações. As propriedades intelectuais e tecnologias desenvolvidas pela ArtX colaboraram na criação da arquitetura de GPUs Radeon R300 (Radeon 9700, 9500, 9800, 9600, etc), responsável por cerca de dois anos de vantagem técnica da ATI sobre a concorrente NVIDIA (que voltou a ser competitiva apenas com o lançamento da família GeForce 6).